# Alishan

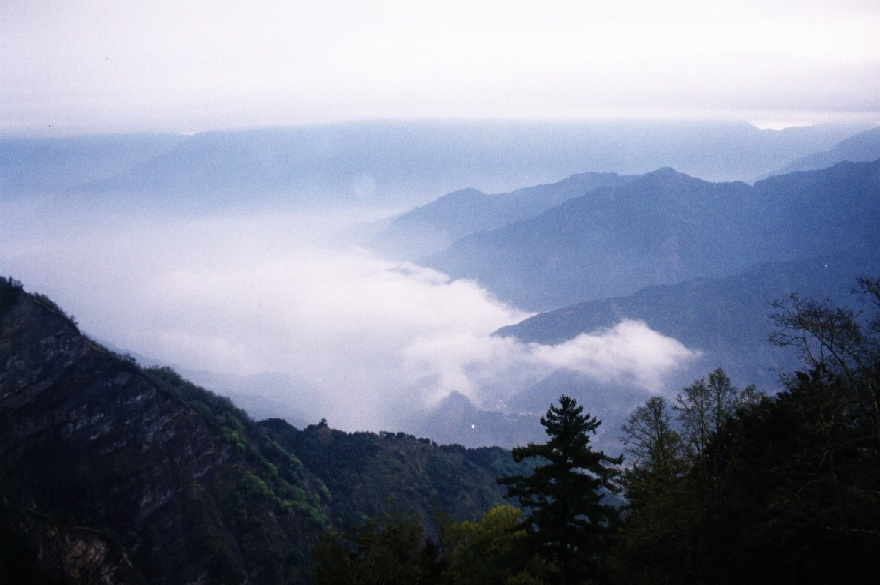
Uitzicht vanaf Alishan rond zonsopkomst

Alishan (traditioneel Chinees: 阿里山, hanyu pinyin: Ālǐshān) is een berg in Chiayi, een arrondissement in het zuidwesten van Taiwan. De Qishanrivier scheidt Alishan in het oosten van Yushan, de hoogste berg van Taiwan. Sinds 1927 behoort de berg tot de "Acht Gezichten van Taiwan" (臺灣八景). De gehele bergketen, die dezelfde naam draagt, telt achttien bergen en maakt deel uit van de grotere bergketen, Yushan – zowel de naam voor de bergketen als de afzonderlijke berg. Alishan is een populaire toeristische bestemming, met name de zonsopgang bezien vanaf de top van de berg.
Het bredere toeristisch gebied rondom Alishan (阿里山國家風景區) staat veelal bekend om haar bergspoorweg, een spoorlijn van ruim zeventig kilometer die door de bergketen loopt. De aanleg van de lijn werd in 1912 onder Japanse bezetting voltooid. De spoorlijn is het hoogstgelegen smalspoor in Azië, hoger dan de Darjeelingspoorweg in India. In 2003 ontspoorde een trein op de bergspoorlijn. Hierbij kwamen zeventien mensen om het leven.